# The Best of The Band
The Best of The Band è un album di raccolta del gruppo rock canadese-statunitense The Band, pubblicato nel 1976.

## Tracce
Testi e musiche di Robbie Robertson, eccetto dove indicato.
1. Up on Cripple Creek – 4:34
2. The Shape I'm In – 4:00
3. The Weight – 4:38
4. It Makes No Difference – 6:34
5. Life Is a Carnival (Rick Danko, Levon Helm, Robertson) – 4:00
6. Twilight – 3:17
7. Don't Do It (Holland-Dozier-Holland) – 5:00
8. Tears of Rage (Bob Dylan, Richard Manuel) – 5:23
9. Stage Fright – 3:43
10. Ophelia – 3:32
11. The Night They Drove Old Dixie Down – 3:33